# قوار

القوار أو فول القوار (باللاتينية: Cyamopsis) هو جنس نباتي يتبع الفصيلة البقولية من رتبة الفوليات.	

## أسماء
الاسم معرب عن الاسم الهندي الأصلي لهذا النبات (بالهندية: गवार्) والذي يلفظ كما تلفظ كلمة Gawaar و(بالإنجليزية: Guar)‏ وهو اسم نوع القوار الرباعي. أما الاسم العلمي فيعني «مثل الفول» ومشتق من كلمة إغريقية (باليونانية: κυαμ)‏ تعني فول. ويسمى أيضاً الغوار أو الجوار حسب لهجة القطر العربي. ويسمى أيضاً قرنبوش.

## أنواعه
- قوار رباعي (الاسم العلمي: Cyamopsis tetragonoloba)
- قوار مسنن (الاسم العلمي: Cyamopsis dentata)
- قوار سابلي (الاسم العلمي: Cyamopsis psoraloides)
- قوار سنغالي (الاسم العلمي: Cyamopsis senegalensis)
- قوار منشاري (الاسم العلمي: Cyamopsis serrata)